# Adolf Muschg

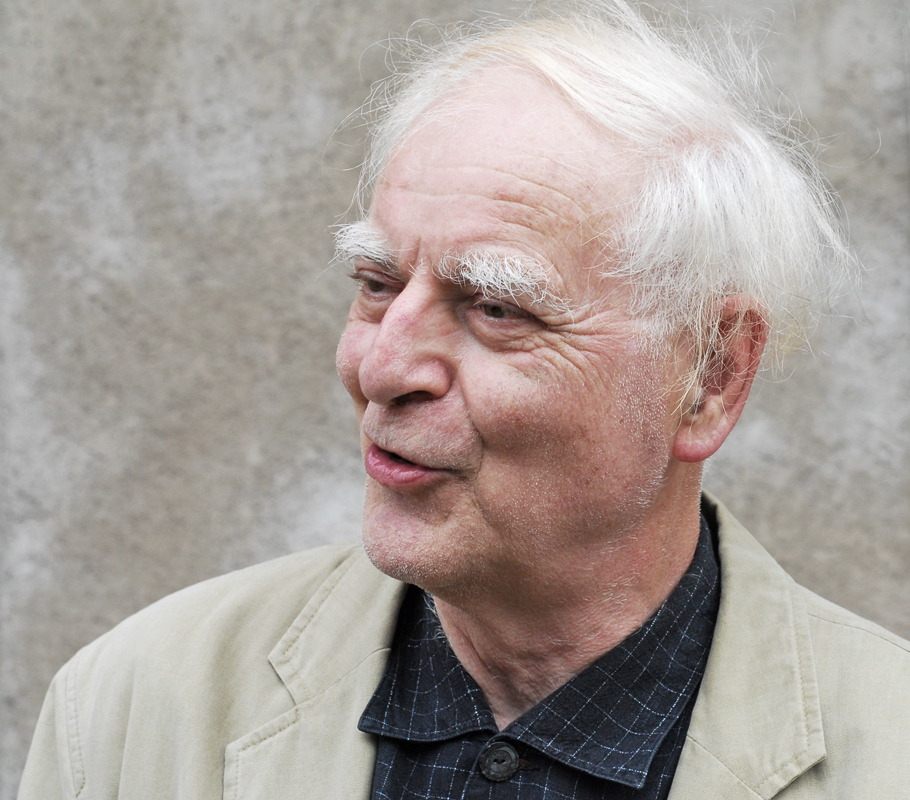
Adolf Muschg, 2008 in Lausanne

Friedrich Adolf Muschg (* 13. Mai 1934 in Zollikon, Kanton Zürich; heimatberechtigt in Zollikon und Männedorf) ist ein Schweizer Dichter, Schriftsteller und Literaturwissenschaftler.

## Leben
Adolf Muschg wurde 1934 als Sohn des Primarlehrers Adolf Muschg senior (1872–1948) und dessen zweiter Ehefrau geboren. Sein Halbbruder Walter Muschg war damals Mitte dreissig. Seine Halbschwester Elsa (1899–1976) war eine erfolgreiche Kinderbuchautorin.
Von 1946 bis 1953 besuchte Muschg ein Gymnasium in Zürich. Er verbrachte zwei Jahre auf einem Internat in Schiers und legte die Matura am Literargymnasium Rämibühl in Zürich ab. Anschliessend studierte er Germanistik, Anglistik sowie Philosophie in Zürich und Cambridge und promovierte 1959 bei Emil Staiger über Ernst Barlach.
Von 1959 bis 1962 unterrichtete er als Hauptlehrer für Deutsch an der Kantonalen Oberrealschule in Zürich, dann folgten verschiedene Stellen als Hochschullehrer: von 1962 bis 1964 an der International Christian University in Tokio, von 1964 bis 1967 als Assistent von Walther Killy an der Universität Göttingen, von 1967 bis 1969 als Assistenzprofessor an der Cornell University und 1969/70 an der Universität Genf. Aus einer ersten Ehe mit Charlotte Iklé ging der 1964 in Tokio geborene Sohn Konrad hervor. 1967 heiratete Muschg die Schriftstellerin Hanna Johansen, mit ihr hatte er zwei weitere Söhne, Philip Muschg und Benjamin Muschg. 1969 gehörte er mit Max Frisch, Friedrich Dürrenmatt, Peter Bichsel und anderen zu den Sezessionisten, die aus dem Schweizer Schriftstellerverband austraten und die Gruppe Olten ins Leben riefen, die formal am 25. April 1971 in Biel gegründet wurde. Während seines Aufenthalts in Tokio entstand sein erster Roman unter dem Titel Im Sommer des Hasen.

Adolf Muschg (1985)

Von 1970 bis 1999 war er Professor für deutsche Sprache und Literatur an der Eidgenössischen Technischen Hochschule Zürich. Der Schwerpunkt seiner Lehrtätigkeit lag dabei auf der Vermittlung von Gegenwartsliteratur. Er hielt regelmässig auch ein Kolloquium für literarisches Schreiben ab, an dem unter anderem Ruth Schweikert und Melinda Nadj Abonji teilnahmen. 1997 war er Gründungsleiter des Collegium Helveticum.
1975 war Muschg Kandidat der Zürcher Sozialdemokratischen Partei für den Ständerat. Er wurde nicht gewählt, äusserte sich aber auch in der Folge regelmässig zu politischen Zeitfragen. Von 1974 bis 1977 gehörte er einer Kommission an, die die Totalrevision der Bundesverfassung vorbereitete. Von 1988 bis 1993 moderierte er im Fernsehprogramm Südwest 3 die Sendung Baden-Badener Disput. Anschliessend übernahm Gertrud Höhler die Moderation.
Gemeinsam mit Siegfried Unseld, Peter Bichsel und Peter von Matt war er 1979 Mitbegründer der Max Frisch-Stiftung.
1991 heiratete er in dritter Ehe die Japanerin Atsuko Kanto. 1994 erhielt er den Georg-Büchner-Preis. 1997 hielt er die Rede zur Eröffnung des Deutschen Germanistentages in Bonn.
Seit 1976 ist er Mitglied der Akademie der Künste in Berlin, daneben ist er Mitglied der Akademie der Wissenschaften und der Literatur in Mainz sowie der Deutschen Akademie für Sprache und Dichtung in Darmstadt und der Freien Akademie der Künste Hamburg. 2003 wurde er zum Präsidenten der Akademie der Künste in Berlin gewählt. Von diesem Amt trat er am 15. Dezember 2005 überraschend zurück. Grund für diese Entscheidung seien «unüberbrückbare Differenzen mit dem Senat der Akademie» gewesen. Er befand, der Umzug in den Neubau am Pariser Platz sei nicht dafür genutzt worden, die Aktivitäten der Akademie stärker in die Öffentlichkeit zu tragen.
Im Februar 2009 verkündete Muschg nach 35 Jahren das Ende der Zusammenarbeit mit dem Suhrkamp Verlag und den Wechsel zum Verlag C. H. Beck.
Muschg lebt in Männedorf bei Zürich. Seit 2014 ist er Ehrenbürger der Gemeinde. Sein Archiv befindet sich im Schweizerischen Literaturarchiv in Bern.
2021 kam der Dokumentarfilm Adolf Muschg – der Andere (Schweiz, 86 min) in die Kinos. Der Regisseur Erich Schmid führte mit Muschg Gespräche zu Leben und Werk des Autors.

## Causa Becker
Am 15. März 2010 veröffentlichte er in der Berliner Tageszeitung Der Tagesspiegel und im Zürcher Tages-Anzeiger einen Beitrag, in dem er Gerold Becker, den ehemaligen Direktor der Odenwaldschule, gegen den Vorwurf des Missbrauchs mehrerer seiner Schüler verteidigte. Die Berichterstattung über die Missbrauchsvorwürfe bezeichnete er als «Kampagne» und «Heuchelei». Er stellte vielmehr eine Verbindung zwischen dem von dem griechischen Philosophen Platon formulierten «pädagogischen Eros» und den von Becker nicht bestrittenen sexuellen Handlungen an mehreren seiner Schüler her. Am Tag darauf distanzierte sich der Chefredaktor des Tagesspiegels Lorenz Maroldt im Leitartikel von Muschgs Beitrag.
Muschg distanzierte sich später von seinem Artikel. Er würde «ihn nicht mehr schreiben». Er sei aus einem Impuls für seinen Freund Hartmut von Hentig, den Lebenspartner von Becker, entstanden und dies am Vorabend einer ernsthaften Operation. Er bezeichnet Becker als «Übeltäter».

## Hypochondrie
Schon früh litt Muschg unter einer extremen Form der Hypochondrie, die so weit ging, dass er sich einmal einer Gehirnoperation unterzog, um von einem nicht vorhandenen Tumor geheilt zu werden, und einmal einer Blinddarmoperation, zu der er aus den Vereinigten Staaten nach Zürich flog. Mit Selbstironie erzählt er von seiner nachgeholten Hochzeitsreise 1968 auf einem Frachtschiff, auf der er zum Schrecken des Kapitäns wurde, indem er, einige Tage vom nächsten Hafen (und Krankenhaus) entfernt, behauptete, er habe einen vereiterten Blinddarm, der sofort operiert werden müsste.
Das Thema der Hypochondrie erscheint auch in seinem Werk, zum Beispiel in der Erzählung Ihr Herr Bruder. In den Frankfurter Vorlesungen wird die Entstehung dieser Geschichte unter der Überschrift «Wie ich Raimund für mich sterben ließ» analysiert. Im Theaterstück Rumpelstilz (uraufgeführt 1968) hat der Protagonist, der Gymnasialprofessor Viktor Leu, Schluckbeschwerden und bildet sich Kehlkopfkrebs ein.

## Auszeichnungen
- 1968: Conrad-Ferdinand-Meyer-Preis
- 1974: Hermann-Hesse-Preis
- 1984: Zürcher Literaturpreis
- 1990: Carl-Zuckmayer-Medaille
- 1993: Ricarda-Huch-Preis
- 1994: Georg-Büchner-Preis
- 2001: Grimmelshausen-Preis
- 2004: Grosses Bundesverdienstkreuz (4. Oktober 2004)[21]
- 2006: Wilhelm-von-Schadow-Medaille[22]
- 2015: Schweizer «Grand Prix Literatur»
- 2017: Preis der Internationalen Hermann Hesse Gesellschaft
- 2018: Longlist Deutscher Buchpreis mit Heimkehr nach Fukushima
- 2019: Gottfried-Keller-Preis[23]
- 2025: Ehrendoktorat der Universität Athen[24][25]
- 2025: Europapreis für politische Kultur der Hans-Ringier-Stiftung[26]

## Rezeption
Muschgs erster Roman Im Sommer des Hasen erschien 1965 und fand viel Beachtung. Er basiert auf Wahrnehmungen und Beobachtungen, die der Autor während seines zweijährigen Japan-Aufenthalts von 1962 bis 1964 zusammengetragen hatte. Der Roman ist in der Ich-Form erzählt. Darin werden in Briefform Berichte von sechs Schweizer Männern wiedergegeben, die sich aufgrund eines Stipendiums während eines halben Jahres – einen Sommer lang – in Japan aufgehalten haben. Alle sechs sind von der Insel und ihrer Andersartigkeit zwar fasziniert, aber auch stark verunsichert.
Der Roman Albissers Grund (1974) handelt von dem Gymnasiallehrer Albisser, der scheinbar grundlos auf seinen Therapeuten Zerrutt schiesst, was er auch gar nicht bestreitet. Doch der Anlass dazu bleibt lange unklar. Was sich zunächst wie ein packender Kriminalroman liest, entpuppt sich mehr und mehr als Entwicklungsroman und Gesellschaftsroman. Im Gymnasiallehrer Albisser porträtiert der Autor einen Hypochonder, der aus Frustration über die für ihn unbefriedigend verlaufende Therapie zur Waffe greift. Die Kritik attestierte dem Roman eine «raffinierte Auffädelung der Schicksale» sowie eine «ironische Distanzierung des Autors von seinen Figuren». Der Journalist Peter Mohr hält ihn gar für Muschgs gelungenstes literarisches Werk.
Als Muschgs Hauptwerk gilt gemeinhin sein 1000-seitiges Opus Der rote Ritter. Eine Geschichte von Parzivâl (1993). Es handelt sich, wie im Titel angedeutet, um eine Adaptation des mittelalterlichen Parzivalstoffes. Sowohl im mittelalterlichen Vorbild wie in Muschgs Adaptation geht es um den exemplarischen Reifungsprozess eines jungen Mannes. Wird der Parzival Wolframs von Eschenbach als Rollenträger vorgeführt, wird Muschgs Hauptfigur als Individuum spürbar, mit all seinen psychologischen Facetten und Ambivalenzen. Die Idee der Erlösung, die im Original eine tragende Rolle spielt, wird bei Muschg zeitgemäss aufgelöst.
Im Mittelpunkt des Romans Eikan, du bist spät (2005) steht der Cellovirtuose Andreas Leuchter. Zunehmend wird dem Künstler in seiner zweiten Lebenshälfte bewusst, dass ihm weder beruflich noch privat Erfolg vergönnt ist. Alles scheint im Sand zu verlaufen.
Im Roman Heimkehr nach Fukushima (2018) geht es vordergründig um eine Liebesbeziehung zwischen dem Architekten Paul Neuhaus und seiner deutlich jüngeren japanischen Gefährtin Mitsu. Gemeinsam wollen sie eine Künstlerkolonie ins Leben rufen. In die Beschreibung des verseuchten Gebiets um das Kernkraftwerk Fukushima sind Zitate von Adalbert Stifter eingeflochten. Der Dokumentarfilm Adolf Muschg, der Andere von Erich Schmid stellt diesen Roman ins Zentrum.
Die Literaturkritik war sich uneins, was Eikan, du bist spät betrifft. Für eine ein wenig überfrachtete Kulturgeschichte Japans halten es die einen. In ihrer Besprechung in der Schweizer WoZ kommt die Rezensentin Edith Krebs zum Schluss, dass der Roman eindeutig kein Meisterwerk sei. Dafür sei er «zu konstruiert, zu geil und zu verklemmt». Andere attestieren dem Alterswerk Muschgs durchaus Qualitäten: «Einer Komposition analog spielt Muschg Variationen realer und irrealer sexueller Begegnungen ironisch durch. Wer vergißt, dass es sich um das Cello als Soloinstrument und um Beziehungen des Cellos  zu anderen Instrumenten oder zu Gesangsolisten handelt, liest nur die Buchstaben […].»
Für Peter Mohr steht Muschg als «mahnendes Schweizer Gewissen» in der legitimen Nachfolge von Max Frisch und Dürrenmatt.
Gabriele Helen Killert schreibt in einem Beitrag von 2022, Muschg sei schon seit Jahrzehnten ein «Klassiker der Gegenwartsliteratur» und «der Schweiz-Korrespondent der Literatur», politisch-publizistisch präsent, ein bis ins hohe Alter produktiver Erzähler und «passionierter Ironiker».

## Werke

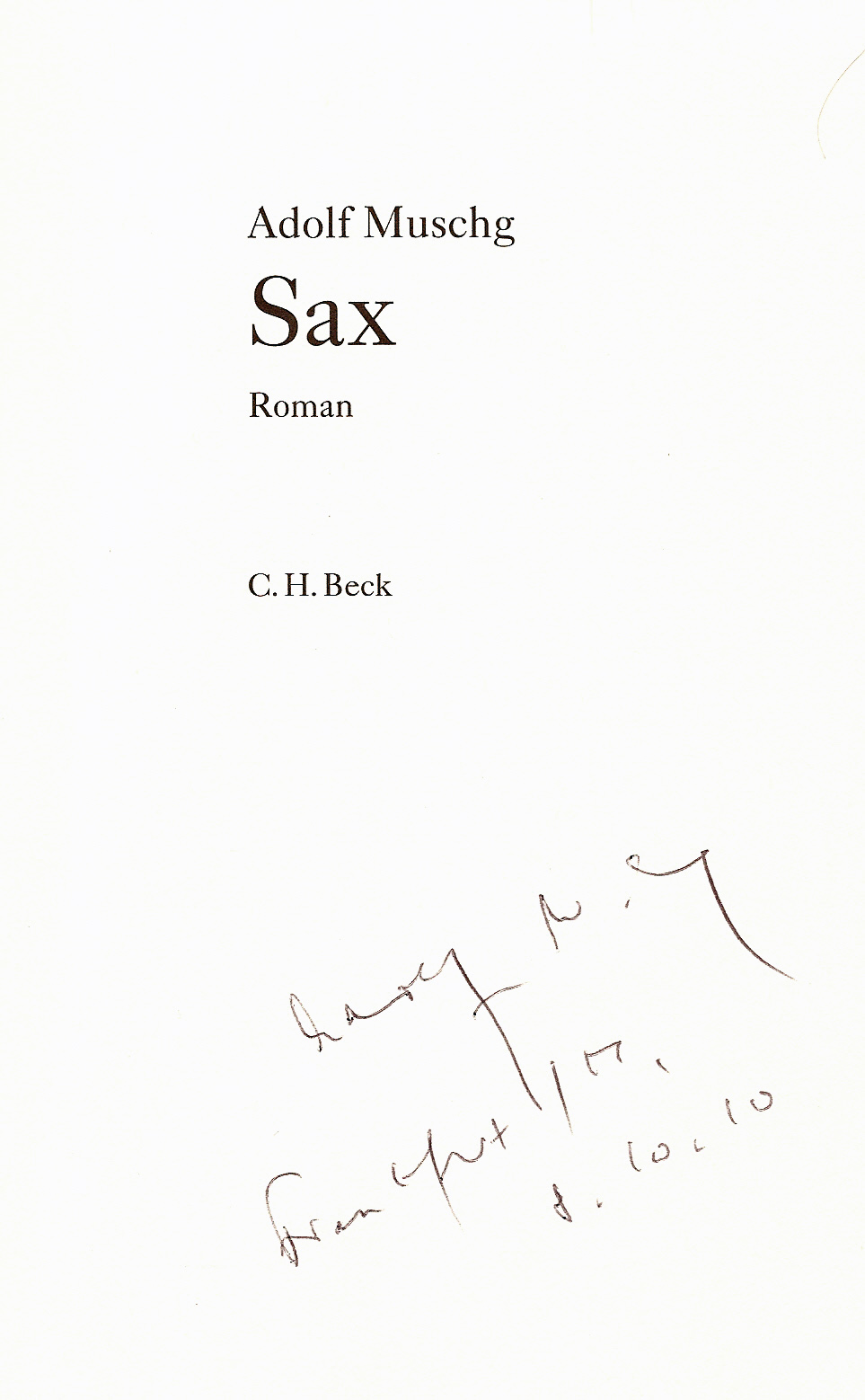
Autograph

- Im Sommer des Hasen. Arche, Zürich 1965.
- Gegenzauber. Roman. Arche, Zürich 1967.
- Fremdkörper. Erzählungen. Arche, Zürich 1968.
- Rumpelstilz. Ein kleinbürgerliches Trauerspiel. Arche, Zürich 1968.
- Mitgespielt. Roman. Arche, Zürich 1969.
- Papierwände. Kandelaber, Bern 1970.
- Die Aufgeregten von Goethe. Ein politisches Drama. Arche, Zürich 1971.
- Liebesgeschichten. Suhrkamp, Frankfurt am Main 1972; ebd. 2020, ISBN 978-3-518-24258-2 (= Bibliothek Suhrkamp, Band 727).
- Albissers Grund. Roman. Suhrkamp, Frankfurt am Main 1974.
- Entfernte Bekannte. Erzählungen. Suhrkamp, Frankfurt am Main 1976.
- Kellers Abend. Ein Stück aus dem 19. Jahrhundert. 1976.
- Gottfried Keller. Biographie. Kindler, München 1977.
- Noch ein Wunsch. Erzählung. Suhrkamp, Frankfurt am Main 1979.
- Baiyun oder die Freundschaftsgesellschaft. Roman. Suhrkamp, Frankfurt am Main 1980.
- Literatur als Therapie? Ein Exkurs über das Heilsame und das Unheilbare. Frankfurter Vorlesungen. Suhrkamp Verlag, Frankfurt am Main 1981.
- Leib und Leben. Erzählungen. Suhrkamp, Frankfurt am Main 1982.
- Ausgewählte Erzählungen. Suhrkamp, Frankfurt am Main 1983.
- Das Licht und der Schlüssel. Erziehungsroman eines Vampirs. Suhrkamp, Frankfurt am Main 1984, ISBN 978-3-518-39329-1.
- Goethe als Emigrant. Auf der Suche nach dem Grünen bei einem alten Dichter. Suhrkamp, Frankfurt am Main 1986.
- Deshima. Filmbuch. Suhrkamp, Frankfurt am Main 1987, ISBN 3-518-37882-1.
- Der Turmhahn und andere Liebesgeschichten. Suhrkamp, Frankfurt am Main 1987.
- Zeichenverschiebung. Über japanische Lebens- und Denkart. Isele, Eggingen 1991, ISBN 978-3-925016-76-9.
- Der Rote Ritter. Eine Geschichte von Parzivâl. Suhrkamp, Frankfurt am Main 1993.
- Herr, was fehlt Euch? Zusprüche und Nachreden aus dem Sprechzimmer des heiligen Grals. Suhrkamp, Frankfurt am Main 1994.
- Nur ausziehen wollte sie sich nicht. Ein erster Satz und seine Fortsetzung. Suhrkamp, Frankfurt am Main 1995.
- Die Insel, die Kolumbus nicht gefunden hat. Sieben Gesichter Japans. Suhrkamp, Frankfurt am Main 1995, ISBN 3-518-40741-4.
- Wenn Auschwitz in der Schweiz liegt. Fünf Reden eines Schweizers an seine und keine Nation. Suhrkamp, Frankfurt am Main 1997  (= edition suhrkamp, Band 2045).
- O mein Heimatland! 150 Versuche mit dem berühmten Schweizer Echo. Suhrkamp, Frankfurt am Main 1998.
- Sutters Glück. Roman. Suhrkamp, Frankfurt am Main 2001.
- Das gefangene Lächeln. Eine Erzählung. Suhrkamp, Frankfurt am Main 2002.
- Gehen kann ich allein und andere Liebesgeschichten. Suhrkamp, Frankfurt am Main 2003, ISBN 3-518-41462-3.
- Der Schein trügt nicht. Über Goethe. Insel, Frankfurt am Main 2004, ISBN 3-458-17201-7.
- Eikan, du bist spät. Suhrkamp, Frankfurt am Main 2005, ISBN 3-518-41669-3.
- Was ist europäisch? Reden für einen gastlichen Erdteil. C. H. Beck, München 2005.
- Wenn es ein Glück ist. Liebesgeschichten aus vier Jahrzehnten. Suhrkamp, Frankfurt am Main 2008, ISBN 978-3-518-41957-1.
- Kinderhochzeit. Roman. Suhrkamp, Frankfurt am Main 2008, ISBN 978-3-518-42032-4.
- Sax. Roman. C. H. Beck, München 2010, ISBN 978-3-406-60517-8.
- Löwenstern. Roman. C. H. Beck, München 2012, ISBN 978-3-406-63951-7.
- Im Erlebensfall. Versuche und Reden 2002–2013. C. H. Beck, München 2014, ISBN 978-3-406-65956-0.
- Die japanische Tasche. Roman. C. H. Beck, München 2015, ISBN 978-3-406-68201-8.
- Der weiße Freitag. Erzählung vom Entgegenkommen. C. H. Beck, München 2017, ISBN 978-3-406-70621-9.[38]
- Heimkehr nach Fukushima. Roman. C. H. Beck, München 2018, ISBN 978-3-406-72702-3.
- Aberleben. Roman. C. H. Beck, München 2021, ISBN 978-3-406-75537-8.
- Nicht mein Leben. Erzählung. C. H. Beck, München 2025, ISBN 978-3-406-82967-3.
- Der Spieler – im Ernst. AQUINarte, Kassel 2025, ISBN 978-3-933332-24-0.

## Tonträger
- Baiyun oder die Freundschaftsgesellschaft; Läufer und Brücken – eine unveröffentlichte Erzählung. Ausschnitte aus der Lesung in Hoser’s Buchhandlung am 4. Oktober 1979 (Hoser’s Buchhandlung, Stuttgart, ohne Nummer) (1 LP), ISBN 3-921414-05-9.
- Der Zusenn oder das Heimat. Lesung Walo Lüönd. 1 CD. Christoph Merian Verlag, Basel 2009, ISBN 978-3-85616-414-0.

DVD
- Reflexion zu: Johann Sebastian Bach: Jauchzet Gott in allen Landen. Kantate BWV 51. Sibylla Rubens (Sopran), Orchester der J. S. Bach-Stiftung, Rudolf Lutz. Samt Einführungsworkshop. Gallus Media, 2017.[39]

## Film
- Adolf Muschg – der Andere (Schweiz, 2021), DCP 86 min, Regie: Erich Schmid, Produktion: Ariadnefilm GmbH, Zumikon, Verleih: Praesens-Film AG, Zürich DVD mit Bonusmaterial, VOD